# ハース・VF-21
ハース・VF-21 (Haas VF-21) は、ハースF1チームが2021年のF1世界選手権参戦用に開発したフォーミュラ1カーである。

## 概要
技術的には、前年型のVF-20をベースに、2021年のレギュレーション変更に伴う空力のリファインを行った程度のマシン。マシン内部はほぼVF-20のままと言われている。またチームは、翌年型のマシンの開発に予算を振り向ける目的で、VF-21についてはシーズン中のマシン開発を行わないとしており、事実上1年落ちのシャシーでシーズンを戦うことになっている。
一方でカラーリングはVF-20から一新され、マゼピンが持ち込んだロシアの肥料メーカー「ウラルカリ」がメインスポンサーについた影響もあり、ロシア国旗を彷彿とされる白・赤・青のカラーリングとなった。このカラーリングを巡っては、世界アンチ・ドーピング機関（WADA）が「ドーピングへの国家的関与を理由に、ロシアの国際大会への参加を禁止するWADAの決定に違反している可能性がある」として調査に乗り出したが、その後WADAからの声明は出されていない。

## 2021年シーズン
ドライバーはニキータ・マゼピンとミック・シューマッハのコンビを起用。

## スペック

### パワーユニット
- エンジン名:フェラーリ 065/6
- エンジン形式:90度V型6気筒
- 最高回転数:15000rpm
- 排気量:1600cc
- 燃料:シェル

## 記録
| 年     | No. | ドライバー   | BHR | EMI | POR | ESP | MON | AZE | FRA | STY | AUT | GBR | HUN | BEL | NED | ITA | RUS | TUR | USA | MXC | SÃO | QAT | SAU | ABU | ポイント | ランキング |
| 2021年 |     |              |     |     |     |     |     |     |     |     |     |     |     |     |     |     |     |     |     |     |     |     |     |     |          |            |
| ------ | --- | ------------ | --- | --- | --- | --- | --- | --- | --- | --- | --- | --- | --- | --- | --- | --- | --- | --- | --- | --- | --- | --- | --- | --- | -------- | ---------- |
| 2021年 | 9   | マゼピン     | Ret | 17  | 19  | 19  | 17  | 14  | 20  | 18  | 19  | 17  | Ret | 17  | Ret | Ret | 18  | 20  | 17  | 18  | 17  | 18  | Ret | WD  | 0*       | 10位*      |
| 2021年 | 47  | シューマッハ | 16  | 16  | 17  | 18  | 18  | 13  | 19  | 16  | 18  | 18  | 12  | 16  | 18  | 15  | Ret | 19  | 16  | Ret | 18  | 16  | Ret | 14  | 0*       | 10位*      |

- 太字はポールポジション、斜字はファステストラップ
- † 印はリタイアだが、90%以上の距離を走行したため規定により完走扱い。
- * : 今シーズンのポイント及び順位（現時点）。